# The YOHO Hub
The YOHO Hub是新鴻基地產發展的綜合城市「YOHO series」的第四期大型住宅項目，同時為港鐵元朗站上蓋發展物業項目。屋苑分為三期發展，共有6座住宅，基座設商場YOHO MIX，預計關鍵日期為2023年8月31日。示範單位位於中環國際金融中心一期16樓。管理費為每呎4.6元。

## 歷史

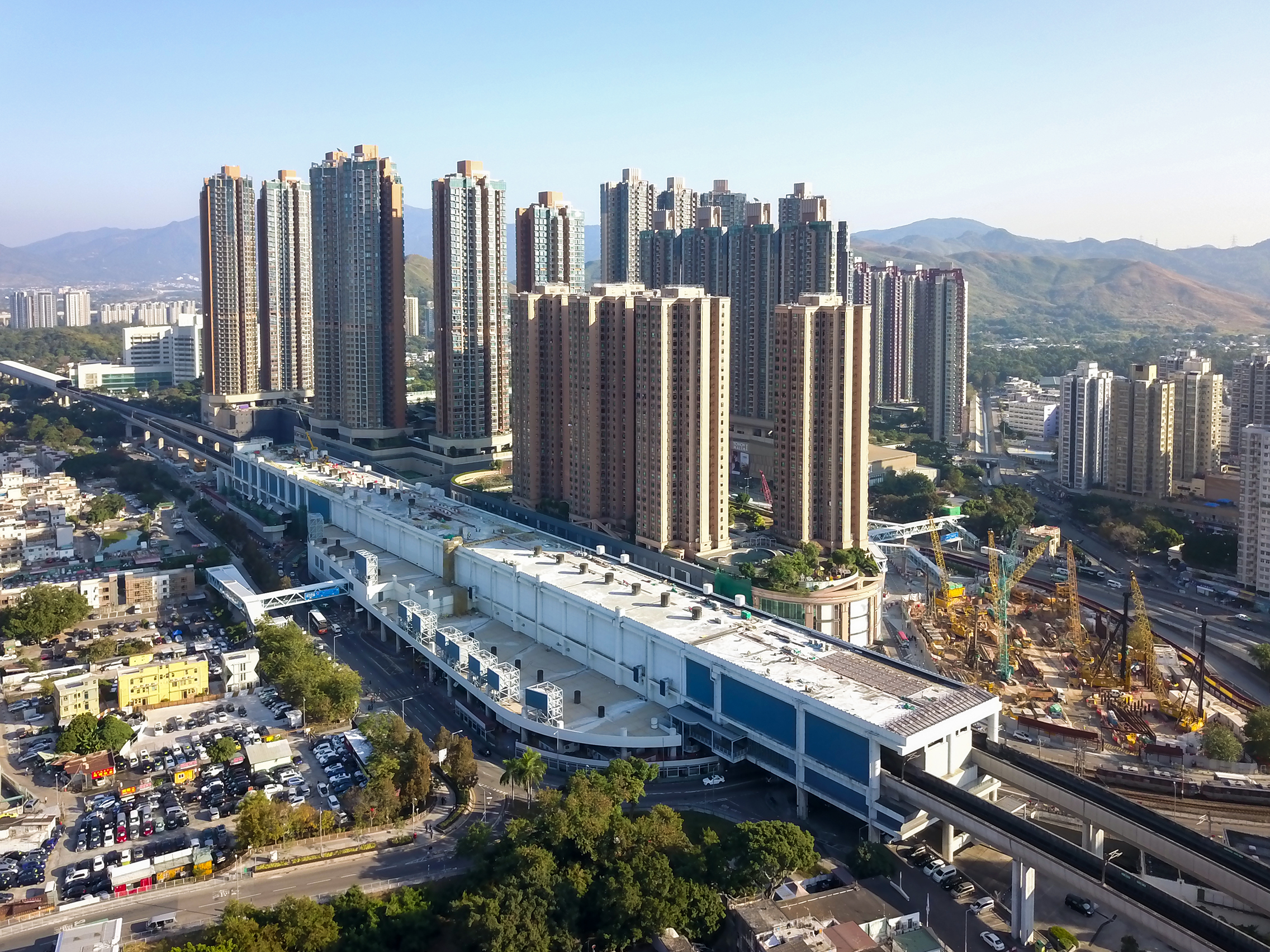
北地盤的結構早已在車站落成時已打樁（2017年12月）

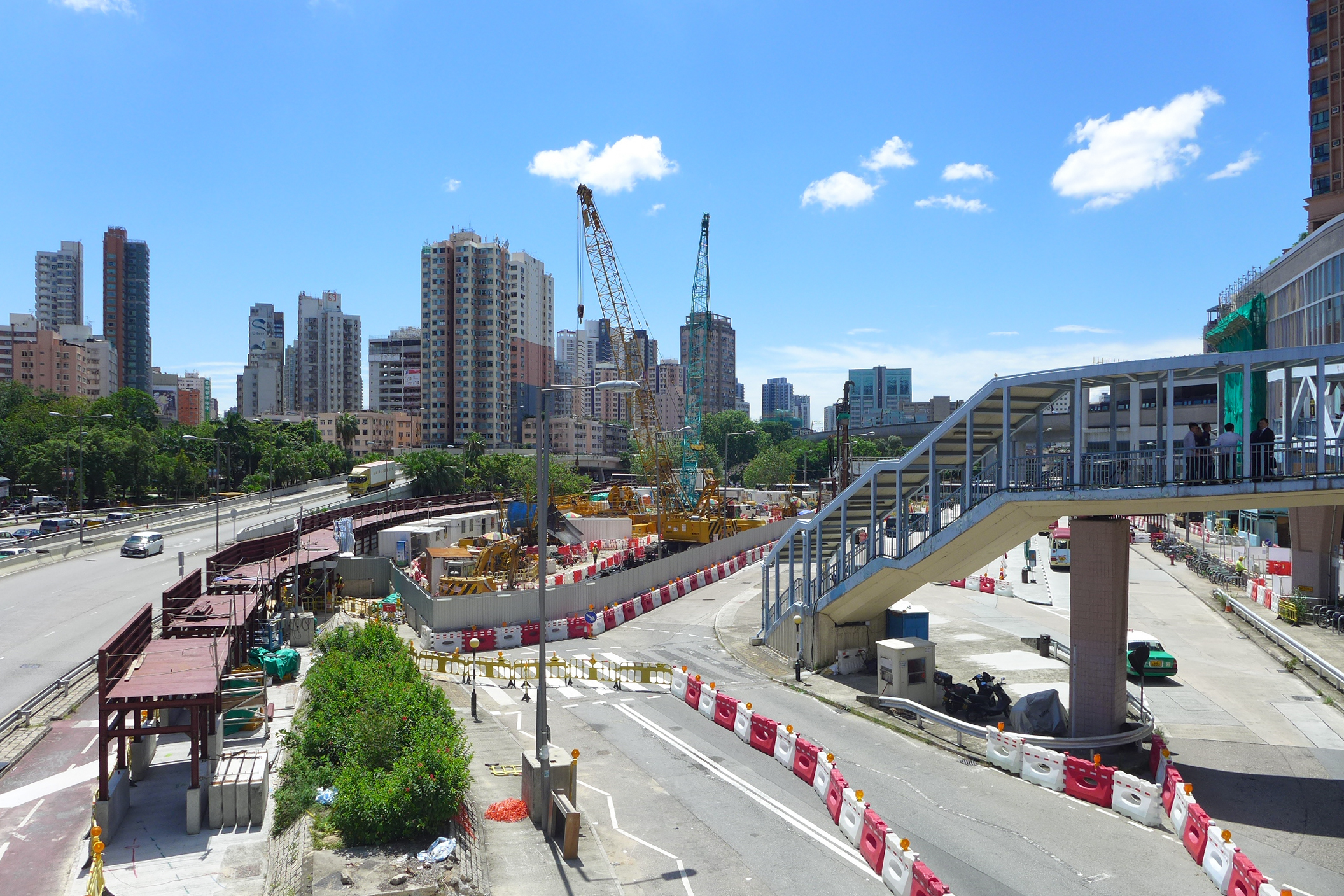
南地盤前期工程（2017年6月）

項目在2002年得到獲城規會通過作住宅發展，並在2005年計劃推出，當時的規劃將建9座47層高住宅（北面地盤: 5座、南面地盤: 4座）；然而，由於街道走線問題，九鐵最終改為先推出大圍名城項目作招標，而此項目則打算押後一年。及後，項目的發展藍圖又備受附近居民和環保團體批評，認為會造成屏風效應。而規劃署在同年亦完成了"空氣流通評估方法可行性研究"。

### 重新設計項目
在2007年行政長官曾蔭權施政報告中，提出重新檢討西鐵南昌站和元朗站的物業發展密度。到2008年11月底，政府及港鐵落實減低上蓋物業的密度，減少了兩幢大廈，地積比率4.64倍減至3.93倍，住宅單位從2,214個減至1,758個，樓層高度減少約3至10.9米，同時預留多條約30米的通風廊。
到2011年，因應發水指引，政府在2011-2012財政預算案中承諾重新設計西鐵沿線的物業。到2013年的方案縮減至六座，當中北面地盤有四座，南面地盤只有兩座。而新元朗中心及「南地盤」之間的位置設步行街。

### 港鐵招標項目 環團提出司法覆核
港鐵在2015年7月2日招收發展意向書，項目在7月7日合共接獲23份意向書，包括領匯、新世界發展、會德豐、中國海外、遠東發展、泛海國際、莊士機構、萬科、英皇國際、南豐、資本策略等，創當時西鐵項目的紀錄。港鐵在同年7月9日火速招標有關項目。標書規定項目須興建至少1,876個住宅單位，當中7成單位的實用面積須不多於約538平方呎。而出價須達至底價要求及價高者得，項目純利分紅比例會固定為5%，而發展商需要要負責項目的前期工程費用。到同年7月29日，環保團體環保觸覺去信港鐵及發展商，指出已就項目提出司法覆核，指出若司法覆核一旦勝訴，應由發展商或政府負責。團體亦要求作為代理人身份的港鐵重新設計項目的發展藍圖，包括縮減平台面積及改善通風等。又認為項目由發展商自行定價，無助市民上車。不過發展局局長陳茂波在月初公布賣地計劃時指出，有關法援申請已遭拒絕。
到同年8月6日截標時合共收到6份標書，包括長實地產、新鴻基地產、恒基地產和會德豐地產。內房萬科聯手信置及嘉華國際入標。而新世界發展夥同遠東發展合資入標。截標當日環保團體亦到場示威，他們要求項目的商場規模再削減，認為這樣可避免對周邊的街道通風受到影響。
到同日晚上，港鐵公佈新地以93.2億港元一筆過預繳付款投得項目，較市場估值高約25%。以項目總樓面約148.5萬平方呎計算，每平方呎樓面地價約6275元。

### 巴士總站關閉
元朗（東）巴士總站因發展為住宅，在2017年5月28日關閉，所有路線改至元朗站公共運輸交匯處。

## 住宅
項目住宅分為兩期發展。其中位於北面，位於元朗站上蓋的第B期項目於2021年12月發售，首批單位涉206伙，發展商提供最高12%折扣，折實平均呎價19899元。新地副董事總經理雷霆指開價可形容為「北都站頂前景無限價」首批單位超額認購逾10.6倍，不過其後銷情反應冷淡。項目第五座直到今天仍然未賣出任何單位。

### 北地盤
北地盤（B期）位於朗樂路1號，為元朗站上方，由四幢樓高23至35層住宅大廈組成（第1至5座，不設第4座)，合共提供1030個單位。實用面積介乎約300平方呎至1,200平方呎，提供一至四房間隔，當中開放式廚房佔全盤72%，有三房一套亦採用此設計。部分座數單位受新元朗中心和Grand YOHO樓景阻擋。另外，由於項目鄰近元朗站路軌，加上有車聲噪音，部份單位需安裝固定窗。大廈已經在2023年5月初入伙。

### 南地盤

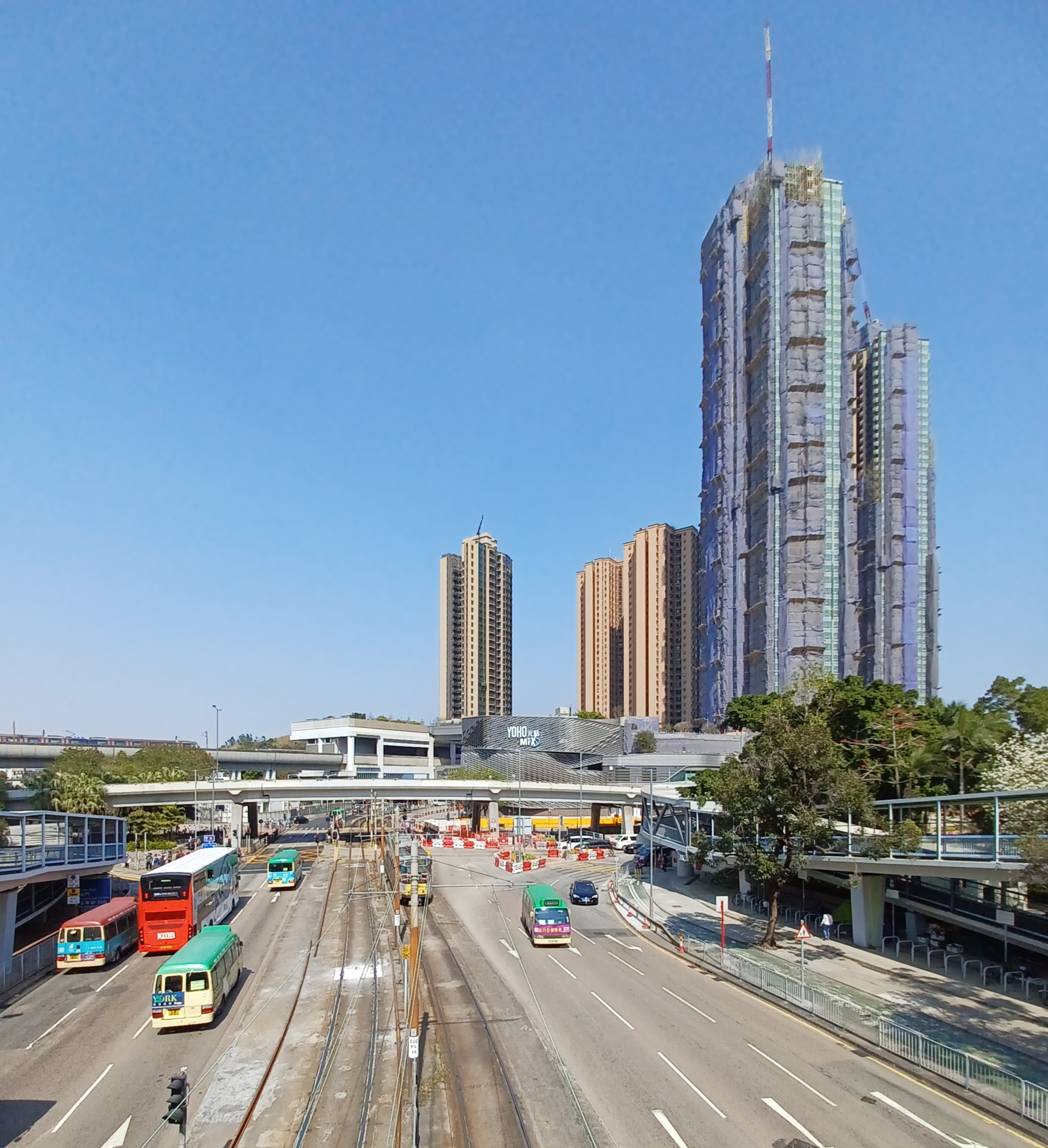
南地盤（圖中右方）位於新元朗中心南面，由2幢樓高47層住宅大廈組成（2023年3月）

南地盤（C期）位於新元朗中心南面，前身為元朗（東）巴士總站，由2幢樓高47層住宅大廈組成（第6座及第8座），共提供939伙單位。2024年開售時以Yoho Hub II名義開售。

## 會所
屋苑採用採雙會所設計，命名為「Club Vis」及「Club Vim」，面積合共約4萬平方呎。會所設施眾多，其中泳池包括50米室外泳池、28米室外泳池、兒童水上樂園和容納最多18人的按摩池。項目亦設有獨立屋形式的宴會廳，並配備獨立水力按摩池。其他設施包括兩個健身室、瑜伽室、室內體育場、桑拿房、蒸氣室、卡啦OK房、桌球室、麻將室、練琴房及為富有攝影觸覺的住戶特設工作室。「Club Vis」納入項目第B期，預計於2023年8月底入伙後啟用。
而戶外園林達21萬平方呎，設有長約1,200米的緩跑徑「YOHO步道」，貫穿整個發展項目；以及多個主題的戶外玩樂花園。

## 商場

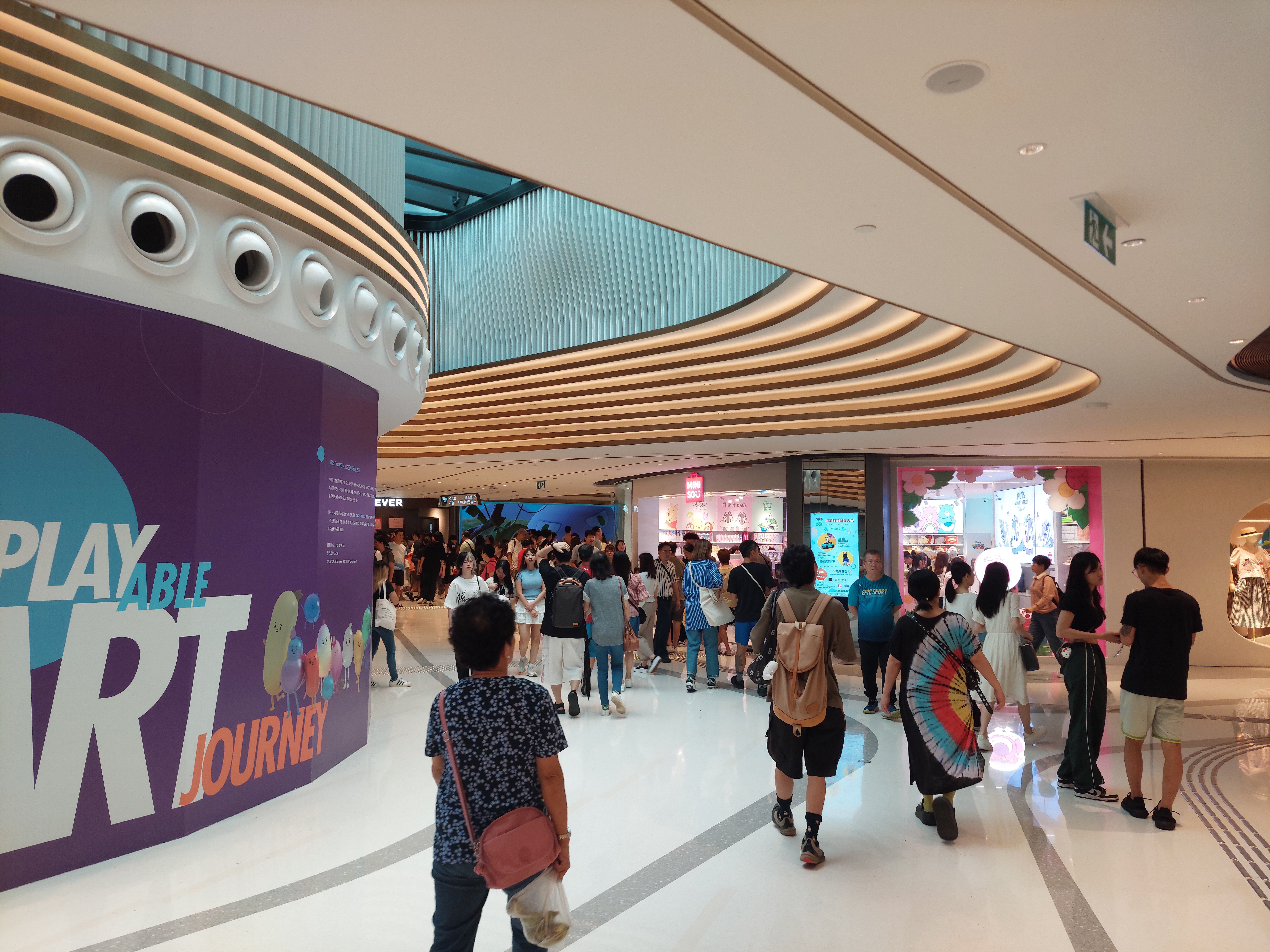
位於屋苑基座的商場「YOHO MIX元點」（2024年6月）

位於南地盤，命名為YOHO MIX元點，屬發展項目第A期。基座設樓高3層（分別為G、M及L1），佔地約10.66萬平方呎商場。L1設天橋連接形點 II（新元朗中心）和港鐵元朗站。土地註冊處資料顯示，商場在2022年在3月8日以逾16.29億元登記易手。新買家為成協有限公司（SUCCESS KEEP LIMITED），公司董事包括雷霆、董子豪、黃植榮，三人均為新地高層。而賣方為元朗物業發展有限公司（YUEN LONG PROPERTY DEVELOPMENT LIMITED）。

## 公共空間
根據批地條款，南地盤地面將提供1.32萬平方呎有蓋園景廣場及有蓋行人通道。而1樓設社區設施，包括家庭服務中心和兒童青少年服務中心。2樓商場設24小時行人通道。

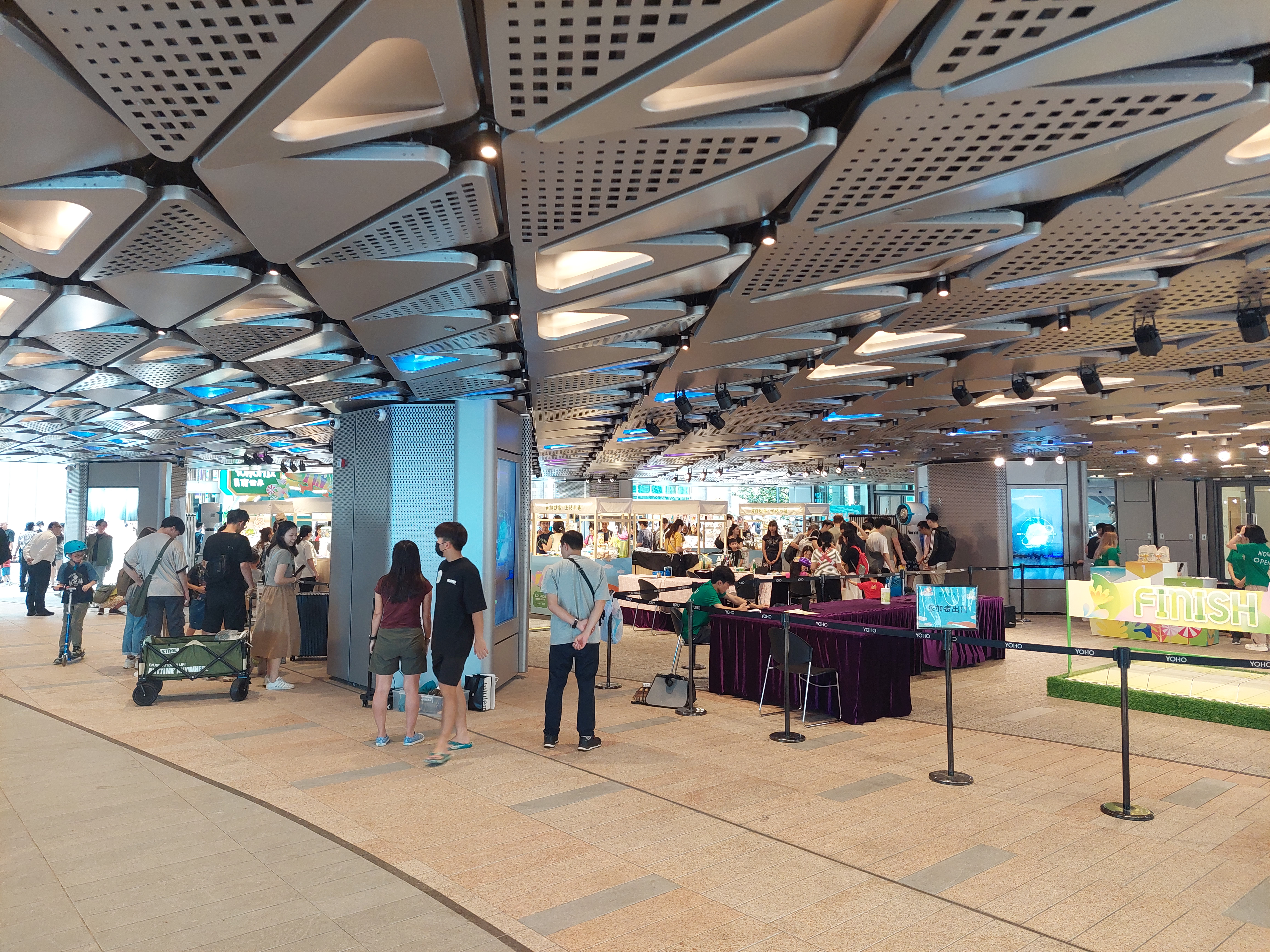
地面有蓋廣場（2024年6月）
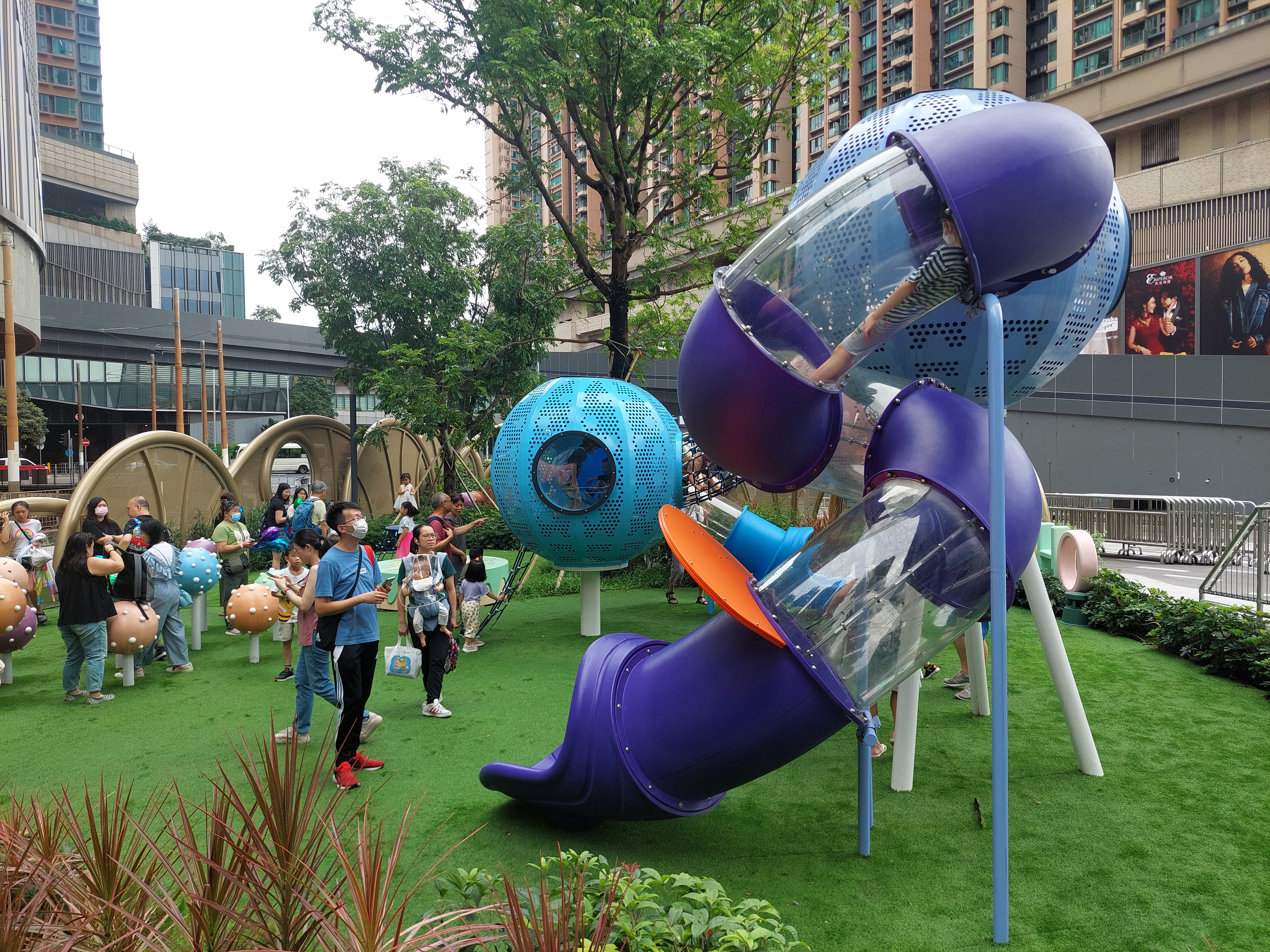
公眾遊樂場（2024年6月）

## 天橋興建技術

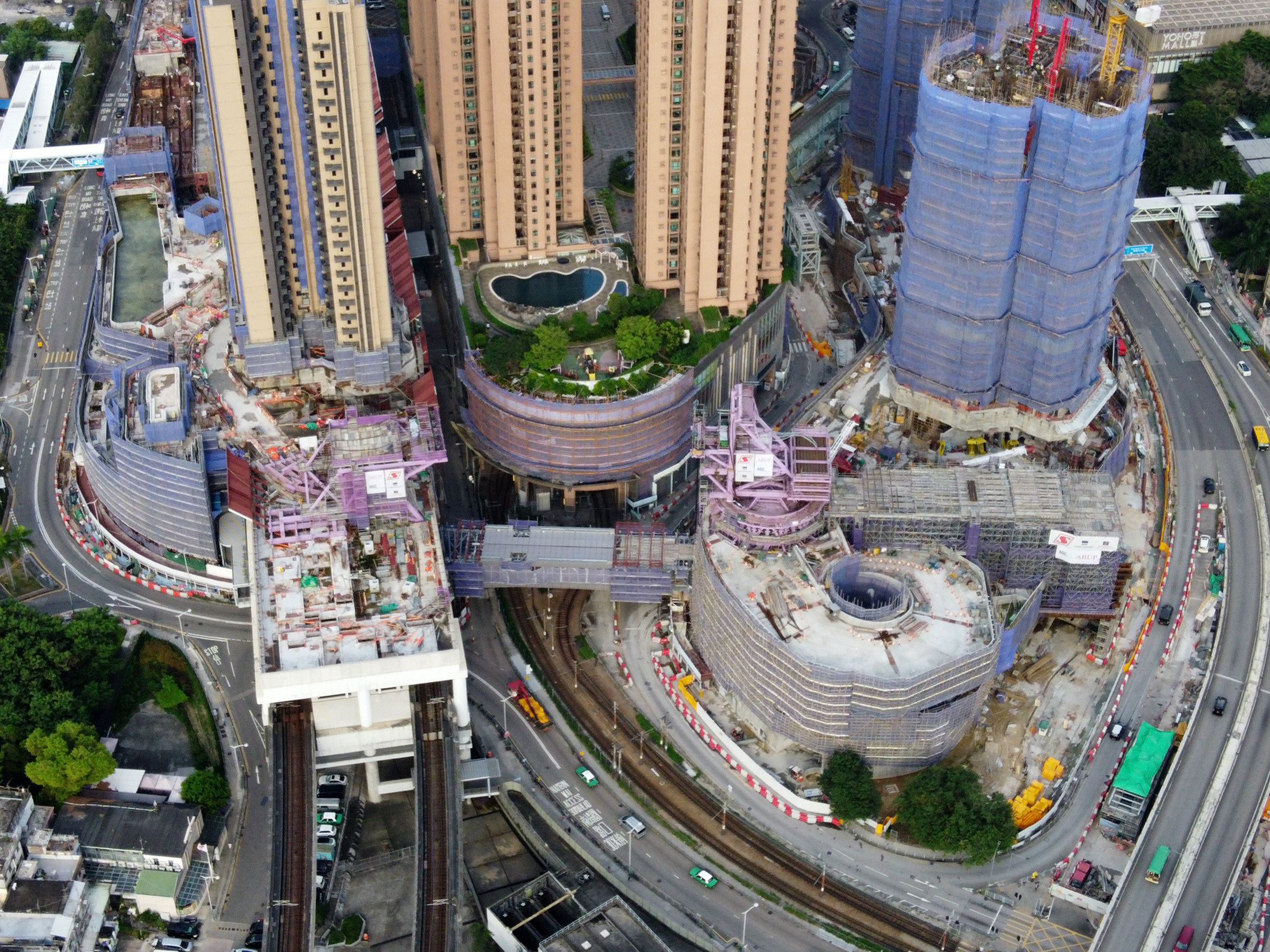
發展商首度在香港的天橋項目使用「轉體式橋樑裝嵌技術」興建。

項目設行車及行人天橋連接商場與元朗站，發展商首度在香港的天橋項目使用「轉體式橋樑裝嵌技術」興建，承建商需在南地盤搭建1500公噸重的大型鋼製轉盤及轉動系統，並連接已經預製橋身結構，之後透過轉盤，將橋身轉動180度，之後吊運至對面北面地盤位置完成裝嵌過程。整個工程分四個晩上進行，並動員300個專業人員。發展商指技術可節省時間，同時減低對周邊居民及鐵路運作的影響。

## 交通
基座商場設行人天橋連接港鐵元朗站C出口，步行約2分鐘可到達。北地盤設有163個住客車位，車位與住戶比例約1比6，另外亦興建一條橫跨青山公路元朗段的行人天橋，以接駁於元朗大馬路末段原有的天橋系統。

## 註解
1. ↑  為政府及九鐵公司之代理人。

## 外部連結
- 官方网站
- The YOHO Hub的Instagram帳戶